# 奇跡の夏
『奇跡の夏』（きせきのなつ、原題：안녕, 형아 アンニョン，ヒョンア）は、2005年の韓国映画。原作はキム・ヘジョンの実話エッセイ「悲しみから希望へ」の映画化。

## キャスト
- ハニ - パク・チビン
- ハンビョル - ソ・テハン
- 母親 - ペ・ジョンオク
- 父親 - パク・ウォンサン
- ウク - チェ・ウヒョク
- ウクの母 - オ・ジヘ
- ターザンおじさん - ソ・ボムシク
- オクトンジャ(爆笑王) - チョン・ジョンチョル(本人)

## あらすじ
超わんぱくで元気いっぱいの9歳の男の子・ハニ。やんちゃ放題で怖いものなしのハニにとって、12歳の物静かな兄・ハンビョルは格好のいたずら相手だった…。ところがある日、ハンビョルが体調を崩し入院。事の重大さを分からず、病院という新しい遊び場が出来たと興奮気味のハニ。次第に毎日、何かが変化していっている事に気づく。いつも疲れた表情の脳腫瘍を患った兄、泣いてばかりいる母、冗談を言わなくなった父。それまで無邪気にすごしていたハニの心にも変化が現れる。子供ながらに家族の幸せを取り戻したいと願うハニの思いは…。